# Inmigración salvadoreña en México
Los primeros salvadoreños que llegaron a México fueron algunos refugiados de Guerra que pidieron asilo político a causa de la Guerra civil ocurrida en el país centroamericano durante la década de los 70. En las décadas de los años 1970 y 1980, miles de salvadoreños abandonaron su país a consecuencia de la guerra y de la grave crisis económica provocada por el conflicto bélico. Los principales lugares de destino de esta corriente migratoria fueron Estados Unidos, Canadá, Australia, México, Panamá, Costa Rica, España, Italia y Suiza, países a donde la mayoría de salvadoreños fueron recibidos en calidad de asilo, hasta llegar a formar una numerosa comunidad salvadoreña en el exterior.
Usando como vía o trampolín a México y Guatemala, también fueron destinos, o "Pit stops", adonde los salvadoreños llegaron temporalmente mientras resolvían asilo político para irse a los Estados Unidos y a los demás países que estaban recibiendo a los salvadoreños y diversos inmigrantes de países en guerra, adonde podían encontrar una vida más digna y evitar la segregación familiar, principalmente en los Estados Unidos, Canadá, y Costa Rica fueron los países en donde la mayoría de salvadoreños residen actualmente y en donde trabajan para mandar dinero de regreso a sus familiares en El Salvador, no todos los salvadoreños pudieron salir de México, muchos fueron deportados a México desde los Estados Unidos; finalmente se quedaron en el país donde comenzaron una nueva vida. El gobierno mexicano considera a la mayoría de los salvadoreños como transmigrantes y no como inmigrantes, ya que el destino final son otros países cruzando por el territorio nacional de manera legal e ilegal.
Este fenómeno social ha impactado la política y la economía de El Salvador y ha tenido gran relevancia en la historia reciente de El Salvador. Un porcentaje de los inmigrantes salvadoreños estudian y trabajan en México de manera legal logrando integrarse a la sociedad mexicana. Una parte importante de este grupo son periodistas, pastores evangélicos, comerciantes, escritores, académicos y artistas. De acuerdo con el censo 2020 del INEGI en México radican 19.736 salvadoreños, siendo la tercera comunidad centroamericana más grande del país y la octava de extranjeros.

## Historia
Después de que México se independiza de España en 1821, los estados centroamericanos también se independizan de España y de México al mismo tiempo. El Salvador logra consolidarse como una república independiente dentro de América Central, los salvadoreños que residían en México eran solo diplomáticos y sus familiares, escamente había ciudadanos que vivieran en el país como civiles. México entra en una revuelta armada en 1910 y muchos extranjeros regresaron a sus países de origen, concluido el movimiento armado de la Revolución Mexicana, volvieron a regresar los extranjeros al país, pero no eran de países centroamericanos o sudamericanos.
Los primeros salvadoreños fueron diplomáticos y jornaleros en 1980 Estalla la Guerrilla en el Salvador y las condiciones cambiaron, los salvadoreños venía a México en calidad de refugiados de guerra y fueron unos pocos que en su mayoría eran intelectuales y periodistas que desperadamente salieron de su país, al paso de los años se convirtieron en miles.
Los Acuerdos de Paz de Chapultepec fueron un conjunto de acuerdos firmados el 16 de enero de 1992 entre el Gobierno de El Salvador y el Frente Farabundo Martí para la Liberación Nacional (FMLN) en el Castillo de Chapultepec, México, que pusieron fin a doce años de guerra civil en el país.
Las primeras negociaciones entre gobierno y guerrilla fueron meros acercamientos al diálogo, sin obtener verdaderos acuerdos que derivasen en el fin del conflicto. Tras varias rondas de negociación, el número de víctimas seguía creciendo y la polarización política dificultaba la finalización pacífica del conflicto. En 1989, tras la intervención de Naciones Unidas, se iniciaron negociaciones que arrojaron acuerdos concretos para la salida consensuada al conflicto. Se nombraron comisiones negociadoras por ambas partes y se estableció una agenda para tratar los puntos álgidos por resolver. Como resultado de la negociación, se produjeron varios acuerdos y modificaciones de la Constitución de la República, que permitieron que ambas partes cedieran hasta lograr un consenso, en parte forzados por factores internos y externos que influyeron en las decisiones.
El documento final de los acuerdos se dividió en 9 capítulos que abarcan 5 áreas fundamentales: modificación de las Fuerzas Armadas, creación de la Policía Nacional Civil, modificaciones al sistema judicial y a la defensa de los Derechos Humanos, modificación en el sistema electoral y adopción de medidas en el campo económico y social. El cumplimiento de los acuerdos se dio bajo la tutela de una misión especial de Naciones Unidas, la cual dio un finiquito tras 3 años de gestión.

## Cultura salvadoreña en México
Culturalmente México no ha recibido mucha influencia cultural de El Salvador o de otro país centroamericano, podría decirse que es El Salvador el que se ve más influenciado por México y por su cultura como los antropólogos y sociólogos han manifestado, pues se considera que actualmente no existe una cultura centroamericana lo suficientemente fuerte que tenga un peso significativo en la sociedad mexicana más allá de la gastronomía de esta región como podrían ser el platillo salvadoreño de las pupusas que llega a venderse en varias ciudades. Por lo general ciudades fronterizas hacia el sur como las del estado de Chiapas han tenido una considerable  influencia Salvadoreña y Centroamericana (principalmente de Guatemala, y Honduras) pero no se relaciona con una cultura distinta.
Esto se debe a que son pocos los elementos culturales diferentes entre México y Centroamérica (principalmente con el triángulo norte), los cuales resumen solo en el modo de hablar castellano, los símbolos nacionales, y varios platillos así como algunos géneros musicales distintos a la música mexicana como podría ser la Punta. Esto sumado que tanto México y Centroamérica formaron parte del Virreinato de Nueva España y comparten una misma historia colonial. La influencia de los Estados Unidos en la cultura salvadoreña si es muy marcada pero es comparable a la adoptada por los mexicanos y guatemaltecos; en cuanto a religión se habla, en el Salvador hay un mayor número de iglesias evangélicas que llegaron durante y después de la guerrilla, por eso el inmigrante salvadoreño no católico tiene dificultad de adaptación a medida que se interna al territorio mexicano mayoritariamente católico.
Roque Dalton García fue un poeta, ensayista, narrador, dramaturgo y periodista salvadoreño. Encarcelado en 1960, fue liberado en octubre de ese año, al ser derrocado el presidente José María Lemus. Roque Dalton recorrió el mundo, viajó a países como la Unión Soviética y Corea del Norte, y vivió temporadas largas en México y en otros países.

## Comunidades salvadoreñas
En años recientes, el gobierno salvadoreño ha buscado integrar a sus ciudadanos residentes en el exterior, una de las comunidades notables se encuentra en la República Mexicana, por ello se estima que hay unos 8,000 residentes salvadoreños y alrededor de unos 35,000 más que viven conjuntamente con sus descendientes nacidos en el país. La gran mayoría de ellos son originarios de zonas rurales, los salvadoreños urbanos no tienden a emigrar por condiciones de pobreza o persecución sino más bien por oportunidades en la educación y el comercio.
Los estudiantes universitarios, investigadores y artistas son aceptados muy bien por los mexicanos, muchos de estos salvadoreños con alto grado estudios pidieron asilo político desde los años 80, son pocas las colectividades que se integran a la sociedad mexicana pero si existen personas que tienen una participación preponderante. Principalmente son las mujeres las que desisten de seguir el camino hacia los Estados Unidos, muchas de ellas deciden quedarse en el país o casarse con un mexicano; la situación legal de sus hijos nacidos en México cambia sus condiciones rápidamente y el país les otorga la residencia o la naturalización en poco tiempo.
La Ciudad de México y su zona metropolitana es el principal lugar de destino de la colectividad de El Salvador en este país, allí están todas las organizaciones formadas por los propios salvadoreños, y esta ciudad ha tenido residentes de este país, anterior a la guerrilla, razón por la cual la comunidad se fincado en este lugar.
Monterrey, es una de las urbes mexicanas que ha tenido una comunidad salvadoreña numerosa desde hace muchos años, en esta ciudad se organizan eventos culturales por los propios inmigrantes como bailes, festivales, muestras gastronómicas y actividades de encuentro o reuniones frecuentes de ciudadanos de El Salvador. Existe un círculo de estudiantes salvadoreños de Monterrey, lo cual ayuda mucho a la integración de jóvenes tanto en la residencia, los apoyos y la integración social.
La Ciudad de Puebla es otra de las ciudades donde hay una comunidad salvadoreña activa, no solo los eventos como el 15 de septiembre, la Navidad u otras fiestas se organizan, también hay actividades culturales que intentan integrar a los salvadoreños de Puebla sin importar su condición legal y social.

## Otros factores
Los salvadoreños conjuntamente con las comunidades de guatemaltecos, hondureños y nicaragüenses les ha tocado sufrir el racismo y la discriminación en México, a diferencia de las comunidades estadounidenses, costarricense, europeas y sudamericanas fincadas en México, la comunidad salvadoreña mayoritariamente se encuentra de manera ilegal en el país intentando cruzar hacia los Estados Unidos, razones por la cual sufren la extorsión, el hostigamiento, engaños y violaciones a sus derechos humanos.
La guerrilla salvadoreña generó una generación violenta que en años recientes repercutió en las pandillas llamadas maras salvatrucha, por ello un número importante de delincuentes centroamericanos están recluidos en cárceles de México por muy diversos delitos y entre los presos extranjeros más numerosos se encuentran los de nacionalidad salvadoreña, por debajo de los de nacionalidad estadounidense y colombiana. Los salvadoreños deben lidiar con la xenofobia, ya que en muchas localidades de México se relaciona a los norte-centroamericanos con criminales de maras o inmigrantes recluidos en los carteles del narcotráfico de México debido a su situación ilegal.

### Relaciones diplomáticas de El Salvador en México

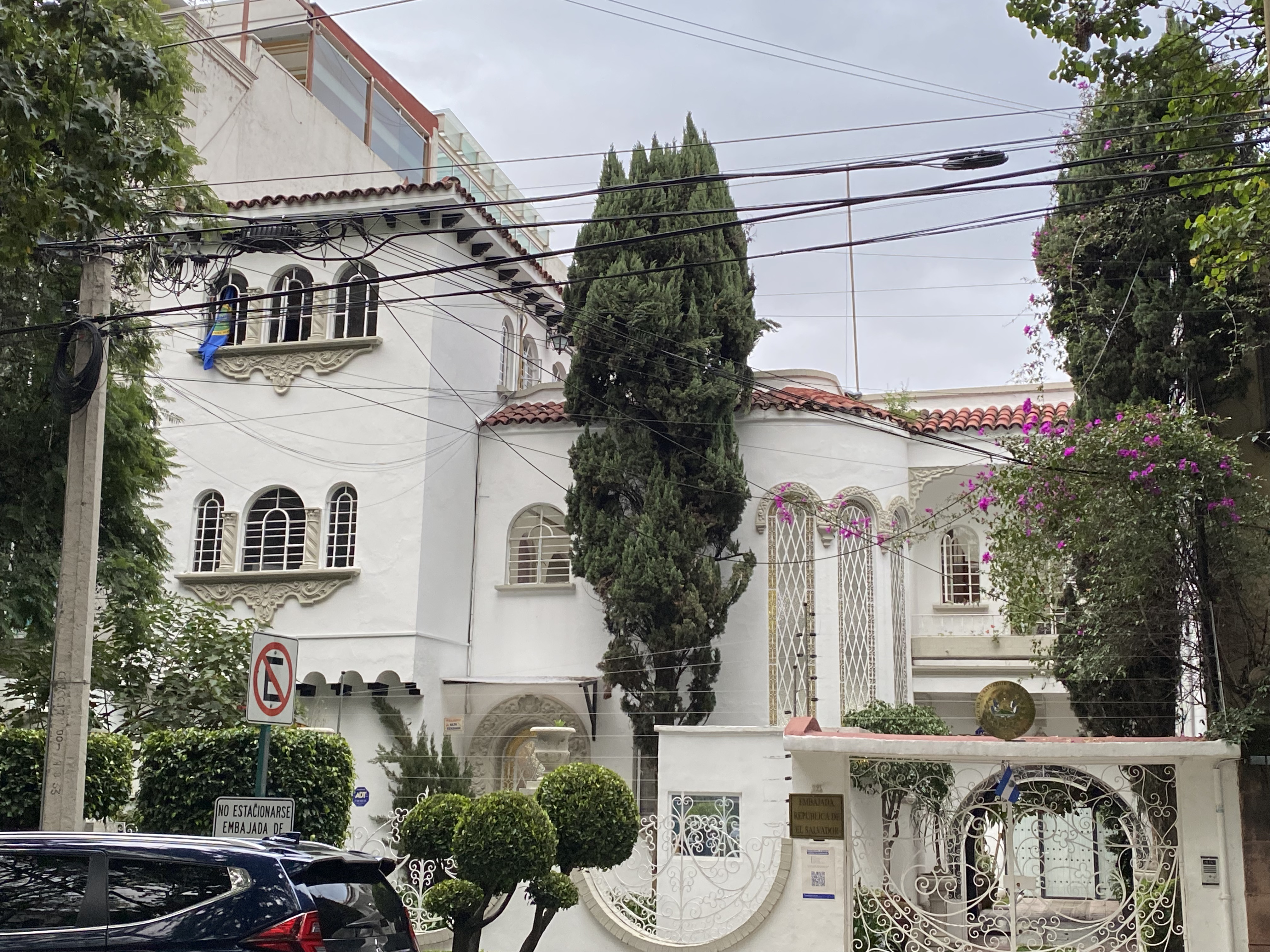
Embajada de El Salvador en la Ciudad de México.

La embajada de El Salvador en México no solo se encarga de proteger a los ciudadanos salvadoreños que residen en el país de manera temporal o definitiva; también, a través de varias organizaciones civiles se ha solidarizado con programas para luchar en contra de la pobreza y la protección de migrantes en su paso por el país rumbo a los Estados Unidos.
El gobierno salvadoreño a través de su embajada y sus consulados, ha organizado programas de respeto al libre tránsito como un derecho humano, se organizan conjuntamente con el gobierno mexicano, brigadas de alimentación y rescate de inmigrantes indocumentados en zonas de peligro, la mortandad de inmigrantes centroamericanos en México es alta, por ello el gobierno salvadoreño mantiene investigaciones y repatriación o servicios funerarios hacia El Salvador y otros países vecinos.
- Embajada de El Salvador en México, Ciudad de México.
- Consulado-General en Monterrey, Nuevo León.
- Consulado-General en Tapachula, Chiapas.
- Consulado-General en Veracruz, Veracruz.
- Consulado en Acayucán, Veracruz.
- Consulado en Cuernavaca, Morelos.
- Agencia consular en Arriaga, Chiapas.
- Agencia consular en Tijuana, Baja California.
- Agencia Consular en Tenosique, Tabasco.[12]

## Flujos Migratorios
| 1895 | 63     |
| 1970 | 1.213  |
| 1980 | 2.055  |
| 1990 | 5.215  |
| 2000 | 5.537  |
| 2010 | 8.088  |
| 2020 | 19.736 |

Fuente: Estadísticas históricas de México 2009 y Censo de Población y Vivienda 2010

## Salvadoreños residentes en México
- Clarisa Rodríguez Ruiz, arquitecta, naturalizada en 2014.
- Luisa Huertas, actriz.
- María Cristina Vilanova de Árbenz, primera dama de Guatemala, política, políglota, y feminista.

## Mexicanos de ascendencia salvadoreña
- Alejandro Irarragorri, empresario.